# Saint-Maurice-de-Cazevieille
Saint-Maurice-de-Cazevieille är en kommun i departementet Gard i regionen Occitanien i södra Frankrike. Kommunen ligger i kantonen Vézénobres som tillhör arrondissementet Alès. År 2022 hade Saint-Maurice-de-Cazevieille 761 invånare.

## Befolkningsutveckling
Antalet invånare i kommunen Saint-Maurice-de-Cazevieille
Referens:INSEE